# Dufourea longiglossa
Dufourea longiglossa is een vliesvleugelig insect uit de familie Halictidae. De wetenschappelijke naam van de soort is voor het eerst geldig gepubliceerd in 1993 door Ebmer.